# پی‌پت دشتی (فیلم)
«پی‌پت دشتی» (انگلیسی: Tawny Pipit (film)) یک فیلم جنگی بریتانیایی به کارگردانی برنارد میلز و چارلز ساندرز است که در سال ۱۹۴۴ منتشر شد. از بازیگران آن می‌توان به برنارد میلز و نیل مک‌گینیس اشاره کرد.